# Spilosoma dorsalis
Spilosoma dorsalis là một loài bướm đêm thuộc phân họ Arctiinae, họ Erebidae.